# Гвіанська креольська мова
Гвіанська креольська мова (фр. créole guyanais) — креольська мова, яка сформувалася у Французькій Гвіані. Поширена у Французькій Гвіані та в частині штату Амапа Бразилії, меншою мірою, у Суринамі та Гаяні.

## Історія
Мова сформована на базі французької зі значним впливом португальської через близькість Бразилії та португальську окупацію 1809-1814 років. Також є чимало слів африканського та індіанського походження. Крім того, гвіанська зазнала впливу креольських мов з інших карибських колоній Франції, завдяки іммігрантам з Гаїті, Гваделупи та Мартиніки.

## Правопис
Латинська абетка, за виключенням літер q та x: q замінено на k (kat замість фр. quatre), x замінено z, яке у таких випадках вимовляється, як французьке x : zénofob замість фр. xénophobe. 
Літеру c вживають лише у комбінації з h (ch читається, як "ш"). У інших випадках її замінено або на k (kouman замість фр. comment) або на s (mesi замість фр. merci). Літера h ніколи не вживається окремо.
Як і у французькій, ou читається як українське "у". У інших випадках u замінено на i (izé замість фр. usé).

## Статус
У Французькій Гвіані французька мова є єдиною офіційною мовою, а гвіанська креольська мова має статус регіональної мови Франції. 
Гвіанська креольська мова використовується переважно у спілкуванні з родиною та друзями, у торгівлі та в повсякденному житті загалом. Французька, офіційна мова, використовується у навчальному процесі, державному управлінні, засобах масової інформації та в більшості офіційних заходів. У музиці, особливо традиційній, переважає гвіанська креольська мова.
Також є велика кількість літератури. Роман «Атіпа» Альфреда Парепу був першим романом, який був написаним креольською мовою у 1885 році.
Гвіанською креольською виходять радіо- та телевізійні програми, але у засобах масової інформації французька мова є основною.